# 3981 Stodola
3981 Stodola eller 1984 BL är en asteroid i huvudbältet som upptäcktes den 26 januari 1984 av den tjeckiske astronomen Antonín Mrkos vid Kleť-observatoriet i Tjeckien. Den är uppkallad efter Aurel Stodola.
Asteroiden har en diameter på ungefär 22 kilometer och den tillhör asteroidgruppen Themis.